# Rádio Guaíba
Rádio Guaíba est une station de radio FM située dans la ville de Porto Alegre, Rio Grande do Sul. Ses studios sont situés dans le centre historique de Porto Alegre, dans le bâtiment Hudson, qui est également le siège du journal Correio do Povo. Ses émetteurs sont situés sur le Morro da Polícia, à côté de ceux de Record Guaíba. 

## Histoire
En 2007, la famille Ribeiro accepte une offre d'achat du complexe, qui comprenait la télévision, le journal et la radio, au groupe Record. En août 2007, le journaliste Rogério Mendelski, qui travaillait alors à Rádio Pampa, est engagé pour diriger l'émission matinale Bom Dia.. Cependant, le mois suivant, Flávio Alcaraz Gomes quitte la station, se sentant lésé par la nouvelle direction de la station lorsque son temps de parole est réduit avec l'arrivée de Mendelski.
En 2010, le service des sports du radiodiffuseur adopte un système dans lequel, pour les matches de Grenal en dehors du Rio Grande do Sul, le narrateur du jour du match raconte le match directement depuis le studio du radiodiffuseur (ce que l'on appelle le « off tube »). Cependant, à l'occasion de matches importants, le narrateur était envoyé avec le journaliste. Depuis l'arrivée de Nando Gross à la tête des sports de la station, le off-tube n'est plus utilisé que pour les matches n'impliquant pas le duo Grenal.
Le 30 avril 2010, le Correspondente Guaíba, le traditionnel journal télévisé de la station, est diffusé pour la dernière fois. Un an plus tard, à la demande des auditeurs, le programme d'information revient à l'antenne, sous le parrainage de Banco Renner. 

## Distinctions

### Prêmio Vladimir Herzog
| Année | Morceau              | Radiodiffuseur                 | Auteur                            | Résultat |
| ----- | -------------------- | ------------------------------ | --------------------------------- | -------- |
| 2017  | Histórias invisíveis | Rádio Guaíba – Porto Alegre/RS | Gabriel Jacobsen e Daiane Vivatti | Lauréat  |